# 中華人民共和國澳門特別行政區基本法
《中华人民共和国澳门特别行政区基本法》（葡萄牙語：Lei Básica da Região Administrativa Especial de Macau da República Popular da China），正式通稱《澳门基本法》，是中华人民共和国澳門特別行政區的憲制文件，被稱為澳門的「小憲法」，取代澳門回歸前的《澳門組織章程》。
《澳門特别行政區基本法》由中華人民共和國全國人民代表大會制訂並於1993年3月31日獲通過，1999年12月20日實施。其解釋權屬於全國人民代表大會常務委員會，修改權屬全國人民代表大會。

## 內容簡述
澳門基本法現有9章145條條文，三個附件，其中附件三——「在澳門特別行政區實施的全國性法律」中，含有12部全國性法律。
基本法規定了澳門特別行政區政府的定位、組成辦法、正式語文、權利、義務、特別行政區和中央政府的關係、政治體制、基本法解釋及修改辦法等。其中基本法指出澳門原有的法律、法令、行政法規和其他規範性文件經必要修改後予以保留。

## 基本法附件修改

### 附件一与附件二修改
澳门基本法附件一与附件二目前仅历经一次修改，以修正案的形式修改，于2012年5月2日提交立法会表决并于6月5日通过，而后行政长官崔世安就两项修正案签署同意书文本，并报予全国人大常委会，2012年6月30日两项修正案在第十一届全国人民代表大会常务委员会第二十七次会议上分别批准和备案。

### 附件三变动
澳门基本法附件三变动过三次，目前有12部全国性法律，原文及变动情况如下。
- 1993年3月31日，公布基本法附件三原文包括《關於中華人民共和國國都、紀年、國歌、國旗的決議》、《關於中華人民共和國國慶日的決議》、《中華人民共和國國籍法》、《中華人民共和國外交特權與豁免條例》、《中華人民共和國領事特權與豁免條例》、《中华人民共和国国旗法》、《中华人民共和国国徽法》、《中华人民共和国领海及毗连区法》
- 1999年12月20日，增加《中华人民共和国专属经济区和大陆架法》、《中华人民共和国澳门特别行政区驻军法》。
- 2005年10月27日，增加《中华人民共和国外国中央银行财产司法强制措施豁免法》。
- 2017年11月4日，增加《中华人民共和国国歌法》。